# Procraerus
Procraerus — род щелкунов из подсемейства Elaterinae.

## Описание
Щелкуны средних размеров. Тело удлинённое, одноцветное. Лоб сильно выпуклый, с продольным килем, клипеальная область широкая. Усики у самцов и самок слабо пиловидные начиная с четвёртого сегмента. Задний отросток переднегруди у передних тазиков с уступом. Передние тазиковые впадины сзади замкнутые на одну треть или на половинку своей ширины. Бедренные покрышки задних тазиков с сильно выступающим задним краем. Все сегменты лапок без лопастинок.

## Экология
Обитают в лесах. Проволочники живут в гниющей древесине и дуплах.

## Систематика
В составе рода:
- вид: Procraerus carinifrons (Desbrochers des Loges, 1875)
- вид: Procraerus cretensis Platia & Gudenzi, 1996
- вид: Procraerus tibialis (Lacordaire in Boisduval & Lacordaire, 1835)